# Rui Moreira
Rui de Carvalho de Araújo Moreira MPCSJ • MPCN (Porto, 8 de agosto de 1956) é um empresário, dirigente associativo português e o atual Presidente da Câmara Municipal do Porto, eleito em 2013 e reeleito em 2017 e em 2021.

## Infância e juventude
Rui Moreira nasce na cidade do Porto, numa família da grande burguesia.  
O bisavô fizera fortuna como armador da Marinha Mercante, negocio que o avô continuaria (abandonando então uma posição como professor na Universidade de Columbia). O pai fundaria em 1951 a Molaflex, que dirigiu (tendo ao seu lado o irmão Mario Moreira, também empresário, e que foi deputado da Ala Liberal no fim do Marcelismo) ate aos anos 1980.  
Cresceu e estudou na mesma cidade, passando por vários estabelecimentos de ensino — a Escola Alemã (Deutsche Schule zu Porto), o Colégio Brotero, o Liceu Normal D. Manuel II e o Liceu Nacional Garcia de Orta. 
No Garcia de Orta fundaria, no rescaldo do 25 de abril de 1974, a União de Estudantes Democratas Independentes, que, como referiu numa entrevista ao jornal Público, se tratava de «um movimento contra a radicalização política que tinha tomado conta do liceu».
Por essa altura, a sua família sofreria as contingências do processo revolucionário. A Molaflex (empresa que acabariam por vender a Jorge de Mello, nos anos 1980), assim como a sua homologa em Angola foram intervencionadas por delegados do Estado. Acusado de ter ligações ao Exército de Libertação de Portugal — acusação nunca formalizada — assistiriam também 'a prisão do pai, pelo COPCON.  
Ainda em 1974 viajou para o Reino Unido, onde concluiria um BSc em Negócios e Estudos Comerciais, pela Universidade de Greenwich, em Londres, em 9 de Julho de 1978 (um mês antes de completar 22 anos). Recebeu então o St. John´s Price in Economics, destinado ao estudante com classificações mais elevadas.  
Desde a sua juventude que praticou vela, incluindo a nível internacional, sagrando-se, por duas vezes, campeão nacional dessa modalidade. Das varias competições internacionais em que participou alcançou um 3.º lugar no campeonato Europeu de Juniores de Snipe, no ano de 1973.  
Domina fluentemente cinco idiomas[carece de fontes?].

## Carreira profissional
Empresário com interesses diversificados, começou pelos transportes marítimos — setor com que tinha afinidade familiar — e virou-se depois para o sector imobiliário, tendo os seus investimentos situados principalmente fora de Portugal.
Na área dos transportes marítimos, teve uma primeira experiencia em Oslo, antes de regressar a Portugal, para assumir a chefia de uma das empresas da família, a E. A. Moreira, S. A., operadora, precisamente, na área dos transportes marítimos e da logística.
A seguir tornava-se acionista e administrador da Transinsular - Transportes Marítimos, S. A. — então o segundo maior armador da marinha mercante em Portugal depois da sua privatização. 
Foi igualmente administrador da TCL – Terminal de Contentores de Leixões S.A., que viria durante a sua administração a vencer o contrato de concessão do terminal portuário.
Pela mesma altura, foi presidente da Comunidade Portuária de Leixões.
Já no campo imobiliário foi acionista e administrador de duas empresas imobiliárias em Portugal, e acionista de uma empresa do mesmo ramo no Chile. 
Foi ainda ainda acionista de uma das maiores empresas portuguesas de conservas, A Poveira/ Minerva, e também sócio de uma empresa de promoção de vinhos no Brasil. 
Teve diversa e regular colaboração na comunicação social: assinou colunas de opinião sobre política em diversos jornais (Diário de Notícias, Público, Jornal de Notícias e SOL); no jornal desportivo A Bola assinou a Coluna do Senador; na televisão, foi comentador da atualidade politica na RTP e SIC, e é hoje comentador semanal na CNN Portugal, tendo tido igualmente participação fixa em programas sobre a atualidade desportiva, como o Trio d'Ataque, na RTP.  
É ainda orador frequente em conferências e debates, nomeadamente sobre temas ligados a Região Norte e ao Grande Porto, tendo colaborado ativamente nos encontros Porto Cidade Região. Teve ainda participações em conferências internacionais, nomeadamente na Fundação Bloomberg, e no BIRD. 
Desde 2004 que vem publicando livros com regularidade, tendo hoje seis livros editados, sobre assuntos de Economia, Política e Sociedade.

## Percurso cívico e político
Rui Moreira destacou-se publicamente enquanto presidente da Associação Comercial do Porto/ Câmara de Comércio e Indústria do Porto (sediada no Palácio da Bolsa, em pleno Centro Histórico do Porto), a mais antiga associação do país, que dirigiu entre 2001 e 2013.
Desde abril de 2011 até à eleição como Presidente da Câmara do Porto, foi igualmente presidente do Conselho de Administração da Sociedade de Reabilitação Urbana do Porto (Porto Vivo, SRU), a empresa de planeamento urbano que liderou a reabilitação do centro histórico do Porto.
Ainda líder da Associação Comercial do Porto foi um crítico acérrimo da opção pela construção de um novo aeroporto na Ota tendo, em 22 de Novembro de 2007, apresentado, em nome da Associação Comercial do Porto, o estudo "Avaliação Económica do Mérito Relativo da Opção 'Portela + 1'".
Foi membro da Comissão de Honra da candidatura de Mário Soares à Presidência da República.
Foi membro do Conselho Consultivo do Futebol Clube do Porto.
Candidatou-se como independente (com apoio do CDS-PP) à Presidência da Câmara Municipal do Porto nas eleições autárquicas de 2013, de onde saiu vencedor com 39% dos votos, abandonando então todas as funções de gestão e de participação no setor privado. Tomou posse a 22 de Outubro de 2013.
Foi recandidato novamente como independente (novamente com apoio do CDS-PP), à Presidência da Câmara Municipal do Porto nas eleições de outubro de 2017, que venceu. Recandidatou-se novamente como independente nas eleições autárquicas de 2021, e cumpre atualmente o seu terceiro e último mandato. Faz parte da lista restrita de Champion Mayors for Inclusive Growth da OCDE.
Foi ainda membro do Senado da Universidade do Porto e do Conselho Consultivo da Faculdade de Economia e Gestão da Universidade Católica Portuguesa.

## Condecorações[13][14]
- Cruz de Quarta Classe da Ordem da Cruz da Terra Mariana da Estónia (29 de março de 2006)
- Excelentíssimo Senhor Grã-Cruz da Ordem do Mérito Civil de Espanha (28 de novembro de 2016)
- Comendador da Ordem do Mérito da Roménia (28 de março de 2022)
- 1.ª Classe da Medalha da Cruz de São Jorge de Portugal (11 de julho de 2022)[15]
- Colar de Mérito Pedro, o Libertador do Conselho de Minerva do Brasil (22 de setembro de 2022)[16]
- Comendador da Ordem Nacional do Cruzeiro do Sul do Brasil (5 de dezembro de 2022)
- 1.ª Classe da Medalha da Cruz Naval de Portugal (21 de maio de 2023)[17]
- Comendador da Ordem de Rio Branco do Brasil (21 de novembro de 2023)[18]

## Vida pessoal
Filho de Rui Höfle de Araújo Moreira (Porto, Nevogilde, 18 de Maio de 1931 - Porto, Nevogilde, 12 de Julho de 2000), comendador da Ordem Civil do Mérito Agrícola e Industrial (Classe Industrial) (2 de Novembro de 1967), filho de uma Judia Asquenaze Alemã e duas vezes trineto dum primo e duma prima do 1.º Visconde da Gandarinha e 1.º Conde de Penha Longa, este tio paterno do 2.º Visconde dos Olivais jure uxoris e 1.º Conde dos Olivais, por sua vez tios paternos do Deputado Licínio Pinto Leite; e de sua mulher, Maria João de Almeida Brandão de Carvalho (Porto, Bonfim, 4 de Julho de 1934), sobrinha-bisneta do Deputado e Par do Reino Manuel Francisco de Almeida Brandão.
Casou primeira vez com Maria João Santos Silva Gonçalves; casou segunda vez com Maria Cristina Pinheiro Ferreira. 
Tem um filho de cada um dos seus casamentos.